# Gulussa
Gulussa (griechisch Γολόσσης, tamazight ⴳⵓⵍⵓⵙⵙⴰ; † vor 118 v. Chr.) war der zweite Sohn des Numiderkönigs Massinissa und seit dessen Tod (149 v. Chr.) König des numidischen Reiches zusammen mit seinen Brüdern Micipsa und Mastanabal bis zu seinem eigenen Tod.
Im Jahre 150 v. Chr. war Gulussa Gesandter seines Vaters in Karthago und unterstützte dann die Römer im Dritten Punischen Krieg. Während dieser Zeit führte er Verhandlungen mit dem karthagischen Anführer Hasdrubal und machte die Bekanntschaft des Geschichtsschreibers Polybios.
Gulussa hatte einen Sohn namens Massiva, der aber bei der Reichsteilung zwischen den Söhnen Micipsas und Mastanabals offenbar keine Rolle spielte.